# トゥクムス
トゥクムスとはラトビアの都市である。ラトビアの4つの地域の内のヴィゼメ、ゼムガレ、クルゼメの3地域の交点に位置する。冷戦期にはトゥクムス空軍基地が運用されていた。

## 歴史
トゥクムスの歴史は、ダウガワ川の河口からプロシアへと続く通商路の間で発展してきた。トゥクムスで最も古い地区は今のタルシである。1253年以降、トゥクムスはリヴォニア帯剣騎士団の支配を受けた。13世紀の終わりにSlocene川の土手に石作りの城が建てられ、その周りにはドイツ人の商人や職人たちが居住して市場を形成していった。
16世紀になると、商取引の発達に伴い現在のリエラ通りであるプロシアへの新しい通商ルートが作られた。公共の建物や主要な企業、商店などがこの通りに集中し、トゥクムスの発展に重要な役目を担った。
リヴォニア騎士団解散後、クールラント・ゼムガレン公国が成立し、他の多くの町と同じようにトゥクムスも多くの戦火に見舞われた。クールラント公ヤーコプ・ケトラーの時代にはトゥクムスは急速な好景気を経験し、その時期にクールラント・ゼムガレン公国の首都であったイェルガヴァへの通商路が作られ、その近くの湖にはダムが作られた。ダムでは製粉機や樽を作る窯が稼働しており、樽は外国へと輸出された。当時の町の人口は800人であり、町のランドマークとしては湖と1687年に建てられた教会の尖塔があった。
1795年以降、クールラントはロシアに吸収された。当時のロシア皇帝エカチェリーナ2世はトゥクムスを含むいくつかの都市に公民権を与えるためクールラントを分割した。
1800年には都市の境界が引かれ、その2年後に初めての都市地図が制作された。人口は1500人を超え、1806年には初等学校が開校した。1860年には道路が舗装され、1875年には街灯が設置された。1877年にはリガとトゥクムスとの間に鉄道が開通し、しばらく後にはヴェンツピルスとの間にも開通した。大都市と鉄道によって結ばれたことでトゥクムスはさらなる発展を遂げ、1897年には24の企業が革や観葉植物(カーディングミル)、布海苔、陶磁器、食料品などの生産を行っていた。
その後町は工業の発達に伴い発展したが、裕福なものは町の東部に、労働者たちは西部にそれぞれ家を建てたために町は2つの地区に分かれた。1930年代には、8000人の住人と73の企業が操業していた。

## 史跡
1301年に作られたラトビアに唯一残るリヴォニア時代の城であるJaunpils城が現存している。城の近くにはトゥクムスの歴史を専門とした博物館と展示ホールがあり、1592年に建てられたJaunpilsルーテル教会も現存している。トゥクムスから5 km離れたクルゼメの丘に囲まれた位置には、1901年、当時のリガ市長であるジョージ・アームステッドの住居として建てられたヤウンモク宮殿があり、現在は林業の展示を行っている。

## 出身者
- ダイニス・クラ -陸上選手(やり投)、1980年モスクワオリンピック金メダリスト